# نویکیرشن آندر انکناخ
نویکیرشن آندر انکناخ (به آلمانی: Neukirchen an der Enknach) یک منطقهٔ مسکونی در اتریش است که در برونو آم این واقع شده‌است. نویکیرشن آندر انکناخ ۳۳٫۲ کیلومتر مربع مساحت دارد ۴۱۱ متر بالاتر از سطح دریا واقع شده‌است.